# Wojciech Falewicz

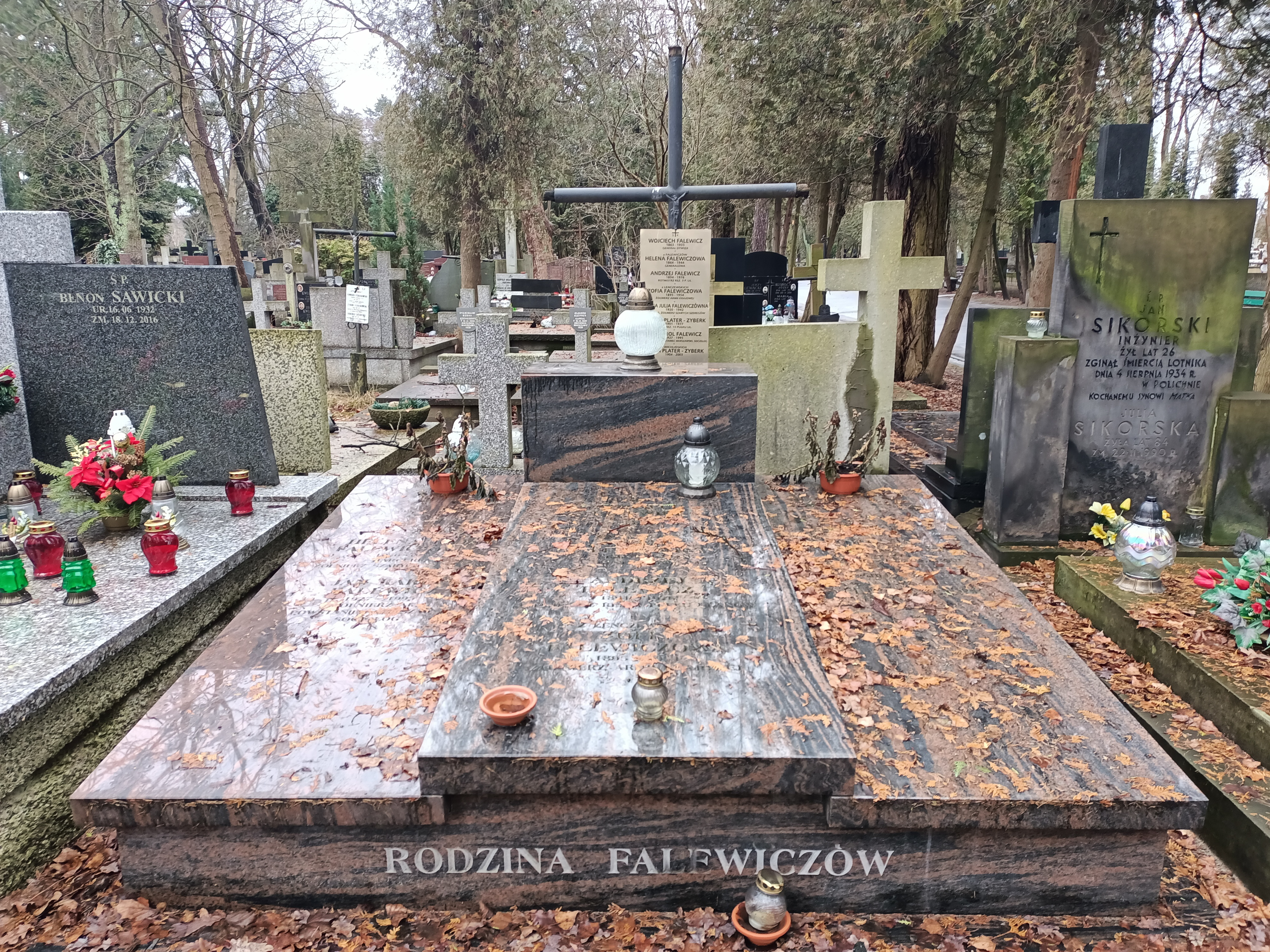
Grób generała Wojciecha Falewicza na Cmentarzu Wojskowym na Powązkach

Wojciech Stanisław Falewicz (ur. 13 maja 1863 w Wilnie, zm. 4 września 1935 w Warszawie) – tytularny generał dywizji Wojska Polskiego.

## Życiorys
Polak. Był synem powstańca styczniowego Karola Feliksa i Julii z Żukowskich. W 1881 powołany został do służby wojskowej w Armii Imperium Rosyjskiego. Wstąpił do Nikołajewskiej Szkoły Inżynieryjnej, którą ukończył w 1884 otrzymując stopień podporucznika saperów i skierowanie do służby liniowej. Zawodowy oficer rosyjskich saperów. W 1889 ukończył Nikołajewską Akademię Inżynieryjną w Petersburgu w stopniu kapitana i został skierowany do Głównego Zarządu Inżynierii w Moskwie do sekcji fortyfikacji. Od 1890 kierownik rozbudowy umocnień twierdzy Modlin i twierdzy Dęblin.
W latach 1891–1892 kierował badaniami geograficznymi głównych rzek Polski; Niemna, Narwi, Warty i Wisły pod kątem wykorzystania ich w obronie. W latach 1892–1897 kierował rozbudową fortyfikacji w rejonie Dubna na Wołyniu. Dało mu to możliwość poznania bliżej kraju ojczystego. Podpułkownik z 1897. Pod koniec lat dziewięćdziesiątych kierował budową linii kolejowych z ramienia Głównego Komitetu Wojskowo Inżynieryjnego w Petersburgu. Pułkownik z 1899.
W latach 1904–1905 inspektor w Głównym Zarządzie Szkół Wojskowych, a w latach 1906–1916 szef budownictwa w Petersburskim Okręgu Wojskowym. Generał major z 1906. Następnie był szefem oddziału w Głównym Zarządzie Inżynierii Sztabu Generalnego. W 1917 krótko w Kwaterze Głównej Najwyższego Naczelnego Dowódcy – Stawka. W 1918 złożył dymisję, po czym z trudnościami powrócił do Polski.

## Służba w Wojsku Polskim
Od grudnia 1918 w Wojsku Polskim. W okresie od 19 grudnia 1918 do 12 kwietnia 1919 szef Instytutu Wojskowo Geograficznego.
Od 13 kwietnia 1919 komendant twierdzy Grodno. Na początku 1920 skierowany do gen. Cherriona w celu opracowania planów fortyfikacji kraju. W dniu 14 stycznia 1920 zostaje dowódcą  w twierdzy Grudziądz. Na początku lutego 1920  dochodzi do incydentu, który zaważył na dalszej służbie i życiu generała. W czasie kolacji wydanej w kasynie grudziądzkim przez korpus oficerski 18 pułku ułanów (na którą był zaproszony jako dowódca garnizonu) Falewicz powiedział, że „oficerowie legioniści to banda, nieuki i zakała armii polskiej” Jeden z oficerów złożył w tej sprawie meldunek do MSWojsk. W związku z tym wytoczono mu sprawę honorową za obrazę Legionów i we wrześniu 1920 oddano go do dyspozycji ministra Spraw Wojskowych. Legioniści domagali się oddania sprawy pod sąd. 14 października 1920 został przydzielony do Centralnej Stacji Zbornej Oficerów w Warszawie.
Z dniem 1 kwietnia 1921, na podstawie dekretu Naczelnego Wodza marszałka J. Piłsudskiego przeniesiony został w stan spoczynku, w stopniu generała podporucznika. 26 października 1923 zatwierdzony został w stopniu tytularnego generała dywizji ze starszeństwem z dniem 1 czerwca 1919. Osiadł w Warszawie, gdzie zmarł. Pochowany na Cmentarzu Powązkowskim na cmentarzu Powązki Wojskowe w Warszawie (kwatera A17-1-2/3).
Był żonaty z Heleną z Falewiczów (1864–1944), z którą miał trzech synów: Jana (1890–1965), porucznika kawalerii rezerwy Wojska Polskiego, inżyniera, profesora i prorektora Wyższej Szkoły Ekonomicznej we Wrocławiu, Tadeusza (1892–1971), pułkownika kawalerii Wojska Polskiego i Andrzeja Benona (1894–1976), rotmistrza rezerwy 3 pułku ułanów śląskich, odznaczonego czterokrotnie Krzyżem Walecznych. Jego bratem był Marszałek Senior Sejmu Litwy Środkowej Jan Marcin Falewicz, a bratankiem żołnierz AK i NSZ Kazimierz Falewicz.